# Nadejda Khvosxínskaia
Nadejda Dmítrievna Khvosxínskaia, rus: Надежда Дмитриевна Хвощинская (de casada Zaiontxkóvskaia, rus: Зайончковская; 1 de juny [C.J. 20 de maig] de 1822, segons altres fonts 1824, uiezd de Pronski, gubèrnia de Riazan, Imperi Rus — 20 de juny [C.J. 8 de juny] de 1889, Peterhof, gubèrnia de Sant Petersburg, Imperi Rus) fou una novel·lista, poetessa, crítica literària i traductora literària russa. Va publicar gran part del seu treball amb el pseudònim V. Krestovski. Més tard va afegir "àlies" per al seu pseudònim per evitar ser confosa amb l'escriptor Vsévolod Krestovski. Era germana de les escriptores Sofia Dmítrievna Khvosxínskaia i Praskóvia Dmítrievna Khvosxínskaia.

## Primers anys
Nadejda va néixer en una família de classe benestant a l'óblast de Riazan, on el seu pare ocupava un càrrec a l'administració civil. Pocs anys després del naixement de Nadejda, el seu pare va ser injustament acusat de malversació de fons públics, va perdre el seu lloc de treball, va haver d'anar a judici i fou penalitzat amb 15 mil rubles (gairebé la totalitat de la seva fortuna). Va trigar deu anys a demostrar la seva innocència, mentre la família s'enfonsava en la pobresa. A causa de la seva mala salut i la manca de diners, Nadejda va rebre la major part de la seva educació a la llar, per part de professors particulars, i assistí a un internat només durant un curt període, entre els onze i els dotze anys.Més tard, quan vivia a Moscou amb el seu oncle, Nadejda va rebre classes de música i llengua italiana.
La lectura era una passió per a Nadejda - que llegia i rellegia tot el que podia trobar a la biblioteca del seu pare i amics. Els seus escriptors favorits eren Victor Hugo, William Shakespeare, Friedrich von Schiller, Dante Alighieri i Emanuel Swedenborg. Dels crítics literaris, el que més la impressionava per la seva producció era Vissarion Belinski, al qual ella qualificaria posteriorment com el seu "mestre espiritual".
Nadejda era la major de quatre germans. Dues de les seves germanes menors, Sofia i Praskovia, també es van convertir en escriptores. Praskóvia (1832-1916), la germana més jove, Sofia, (1828-1865) va publicar novel·les i contes en diverses revistes populars, incloent la Biblioteca del lector i Notes de la Pàtria. Nadejda i Sofia van establir una estreta relació quan eren petites; com a adultes van formar una associació literària productiva, amb intercanvi d'idees per al treball present i futur.

## Carrera
Nadejda va començar a escriure per a la seva satisfacció intel·lectual i artística, i com una manera d'alleujar la condició empobrida de la família. Va publicar els seus primers poemes en 1842, quan tenia divuit anys. Va escriure més de cent poemes durant la seva vida, la majoria dels quals mai van ser publicats. La seva primera novel·la, Anna Mikhàilovna (1850) es va publicar a Notes de la Pàtria, sota el nom de ploma V. Krestovski. Fou una escriptora prolífica, i publicà moltes novel·les i històries a Notes de la Pàtria, El Contemporani i altres revistes.
Després de la mort del seu pare en 1856, Nadejda va proporcionar una gran part de l'ajuda financera per a la seva mare, les seves germanes i, finalment, els fills del seu difunt germà. Sovint estava estressada i amb excés de treball, i patia diversos problemes de salut que van empitjorar per una escoliosi progressiva, i per la primerenca mort de la seva germana Sofia, amb la qual tenia una relació especialment estreta. Poc després de la mort de Sofia, Nadejda es va casar amb un jove metge i ex exiliat polític anomenat Zaiontxkovski, que era catorze anys més jove que ella. El matrimoni no va ser feliç a causa de les diferències significatives en els seus punts de vista socials. El seu marit va morir el 1872 de tuberculosi, malaltia que havia empitjorat pel seu temps a l'exili.
Es va dedicar a escriure moltes novel·les reeixides i ben considerades, incloses La noia de l'internat rus: пансионерка Pansionerka (1861) Ossa Major' rus: Большую Медведицу Bolxuiu Medvéditsu (1871). La noia de l'internat fou immediatament popular, especialment amb les nenes i les dones. També fou coneguda pel seu treball crític, i publicà articles sobre escriptors populars com Ivan Gontxarov, Mikhaïl Saltikov-Sxedrín i Aleksei Konstantínovitx Tolstoi, i per les seves traduccions de les obres dels escriptors francesos, entre elles diverses novel·les de George Sand.Les seves obres de ficció sovint mostren la influència d'escriptors democràtics com Nikolai Txernixevski i el seu cercle.

## Darrers anys
Va passar la major part de la seva vida a Riazan, i només visitava els seus amics a Sant Petersburg una o dues vegades l'any. Entre aquests amics hi havia escriptors i poetes com Ivan Turguénev i Nikolai Sxerbina. Després de la mort de la seva mare en 1884, es va traslladar a Sant Petersburg. Va morir en una casa d'estiu a Peterhof, als afores de Sant Petersburg, eL 1889.